# Andrija Pavlović
Andrija Pavlović (en serbe en écriture cyrillique : Андрија Павловић), est un footballeur international serbe, né le 16 novembre 1993 à Belgrade. Il évolue au poste d'attaquant au Partizan Belgrade.

## Biographie

### Rad Belgrade
Né à Belgrade, Andrija Pavlović commence sa carrière professionnelle au FK Rad Belgrade lors de la saison 2011-2012. Pour acquérir du temps de jeu, il est prêté au FK Palić et au BASK Belgrade. Lors de son passage au Rad Belgrade, il joue 17 matchs en championnat, marquant un but. 

### FK Čukarički
Début 2014, il se joint au FK Čukarički. Avec cette équipe, il inscrit 18 buts en championnat lors de la saison 2015-2016. Il y joue également huit matchs en Ligue Europa.

### FC Copenhague
Le 9 juin 2016, il signe pour cinq ans en faveur des Danois du FC Copenhague. Avec ce club, il découvre la Ligue des champions. Il inscrit son premier but dans cette compétition le 19 juillet 2016, contre l'équipe nord-irlandaise de Crusaders (victoire 6-0 lors du deuxième tour). Il marque son deuxième but dans cette compétition le 16 août 2016, lors du tour de barrage contre l'APOEL Nicosie (victoire 1-0). Le 12 juillet 2017 il inscrit un triplé contre les Slovaques du MŠK Žilina (victoire 1-3 lors du deuxième tour de qualifications pour la Ligue des champions de l'UEFA 2017-2018).

### Équipe nationale
Il joue son premier match en équipe de Serbie le 25 mai 2015, en amical contre Chypre (victoire 2-1 à Užice).
En 2016, il joue deux matchs rentrant dans le cadre des éliminatoires du mondial 2018, contre l'Irlande et la Moldavie.

## Palmarès
- Vainqueur de la Coupe de Serbie en 2015 avec le FK Čukarički
- Championnat du Danemark en 2017 avec le FC Copenhague
- Vainqueur de la Coupe du Danemark en 2017 avec le FC Copenhague
- Vainqueur de la Coupe d'Autriche en 2019 avec le Rapid Vienne

Championnat du Danemark 2020-2021 avec le Brøndby IF